# Abu Tiszt
Abu Tiszt – miasto w Egipcie, w muhafazie Kina. W 2006 roku liczyło 13 156 mieszkańców.